# یاکا (باشماکچی)
یاکا (به ترکی استانبولی: Yaka) یک منطقهٔ مسکونی در ترکیه است که در باشماکچی واقع شده‌است. یاکا ۸۳۳ نفر جمعیت دارد.